# 奥野紗世子
奥野 紗世子（おくの さよこ、1992年 - ）は、日本の小説家。北海道札幌市生まれ。

## 人物・経歴
法政大学大学院在学中の2019年、「逃げ水は街の血潮」で第124回文學界新人賞を受賞してデビュー。
KIRINJIやゆらゆら帝国、ブランキー・ジェット・シティのファンであり、タワーレコードのウェブマガジンにコラムを執筆している。

## 作品リスト

### 単行本未収録
小説
- 「逃げ水は街の血潮」 - 『文學界』2019年5月号
- 「復讐する相手がいない」 - 『文學界』2020年5月号
- 「サブスティチュート・コンパニオン」 - 『文藝』2020年冬季号
- 「無理になる」 - 『文學界』2021年6月号
- 「オーシャンビューの街のやつ」 - 『文學界』2022年12月号
- 「享年十九」 - 『文學界』2023年11月号

エッセイなど
- 「90年代生まれが起こす文学の地殻変動」アンケート回答 - 『文藝』2020年冬季号
- 「イケてる吉田くん」 - 『文學界』2021年8月号

インタビュー
- 「想う・語る 19歳を描く 2氏新作」[3] - 『読売新聞』2023年12月2日